# Палац Ітамарати
Палац Ітамарати (порт. Palácio Itamaraty), відомий як Палац арок (порт. Palácio dos Arcos), є штаб-квартирою Міністерства закордонних справ Бразилії. 

## Розташування
Палац розташований у столиці країни Бразиліа. Будівля зведена за проєктом архітектором Оскара Німейєра. Палац був урочисто відкритий 21 квітня 1970 року. Він розташований на схід від будівлі Національного конгресу вздовж Міністерської еспланади, поруч з площею Трьох Сил. Це шедевр неокласичної архітектури у  місті.

## Назва палацу
Палац отримав назву завдяки засновнику – барону Ітамараті. Слово «ітамарати» означає «річка маленьких каменів». У Бразилії  зазвичай використовується як метонімія Міністерства закордонних справ. Назва походить від палацу в Ріо-де-Жанейро, який був штаб-квартирою міністерства до того, як бразильська столиця та уряд були перенесені до Бразиліа.  
У палаці Ітамараті в Ріо-де-Жанейро наразі розмістився Дипломатичний та історичний музей, відкритий у 1955 році. Колекції музею містять предмети меблювання та художні шедеври XIX століття. Тут же знаходиться архів історичних документів та безцінне зібрання карток, що колись служили МЗС.

## Галерея

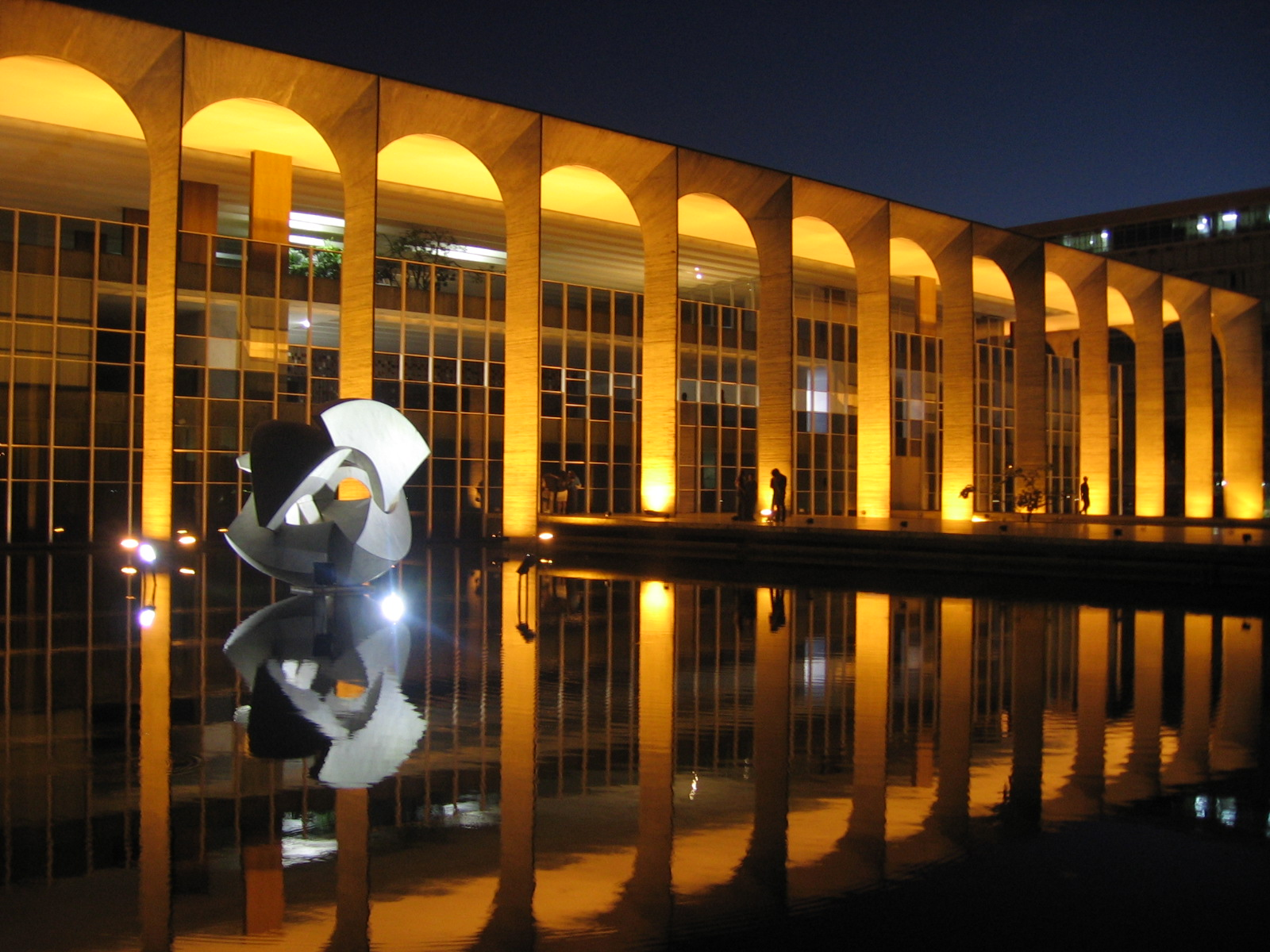
Фасад вночі
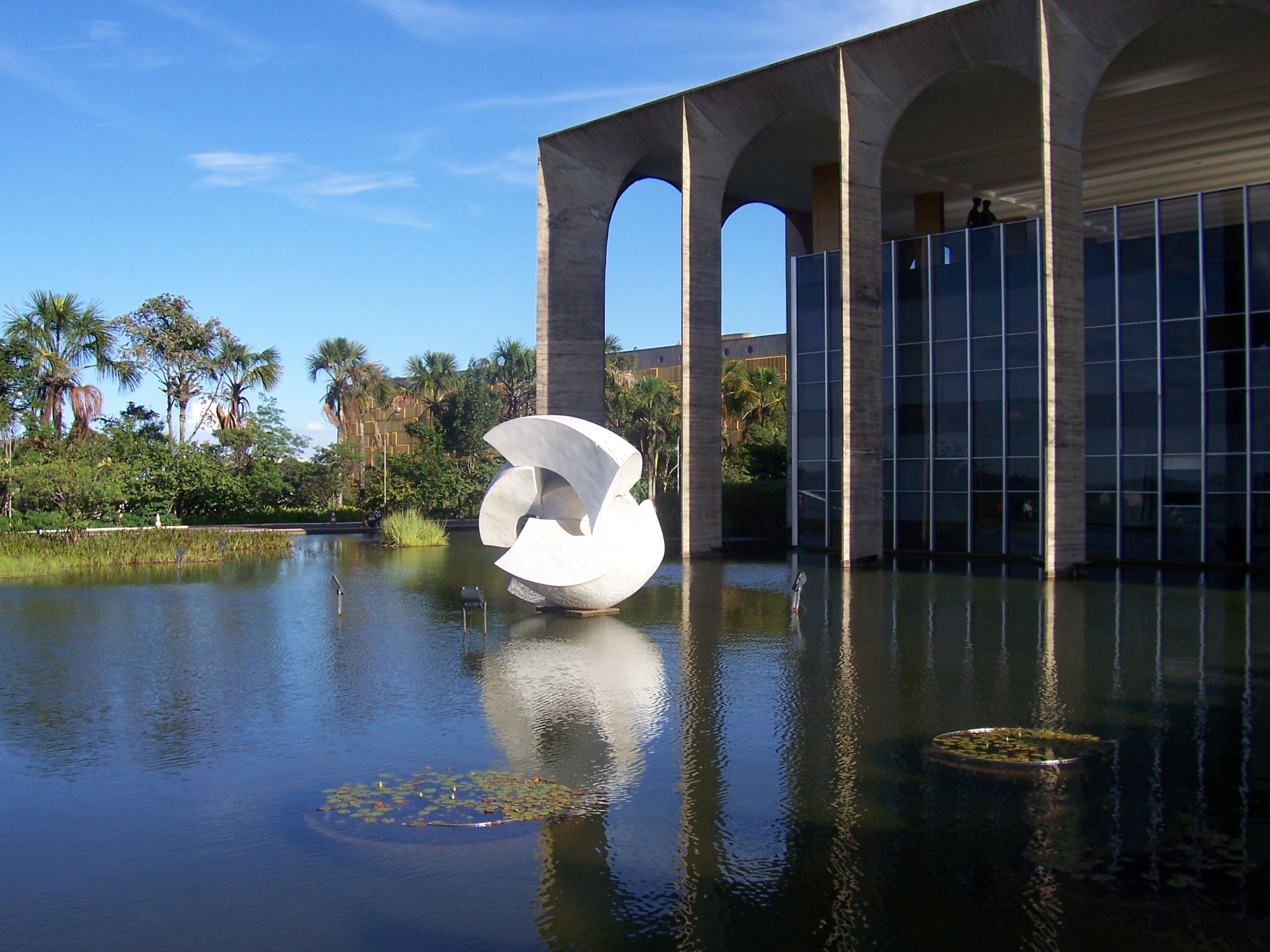
Метеоро (Метеор), мармурова скульптура Бруно Джорджі
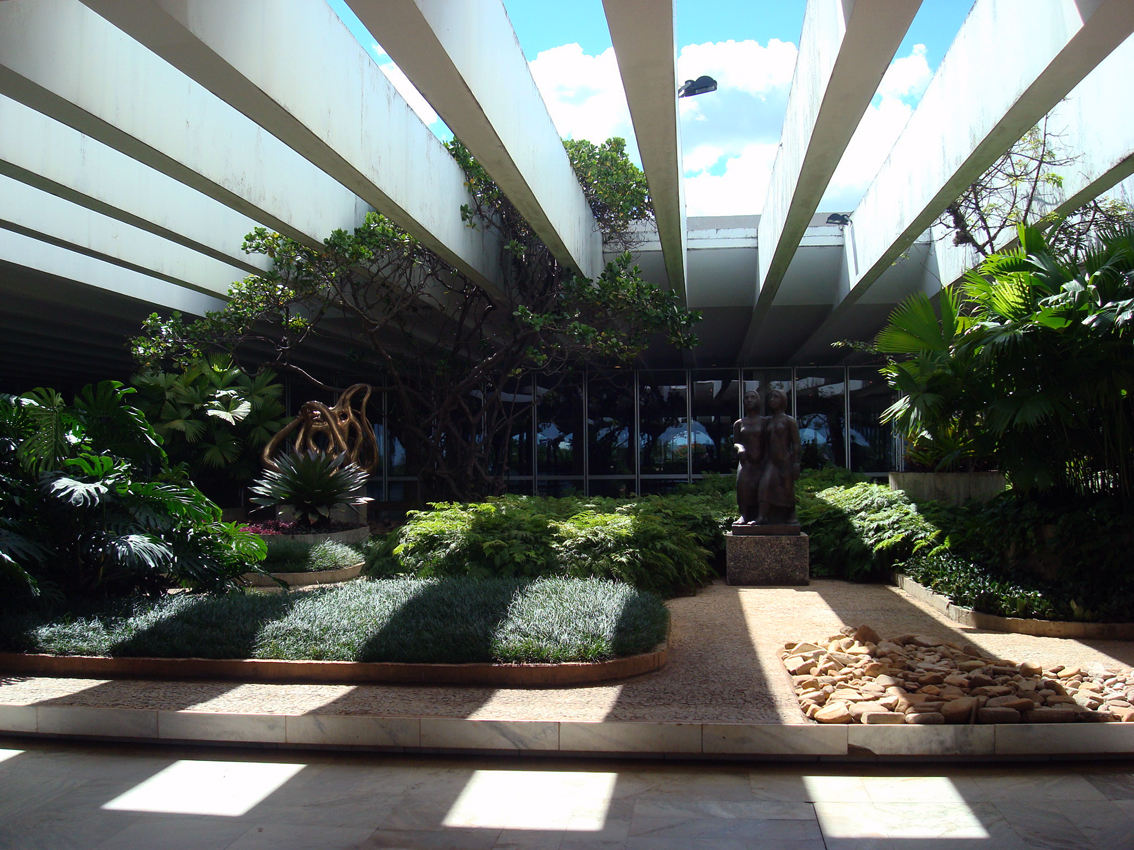
Внутрішній сад
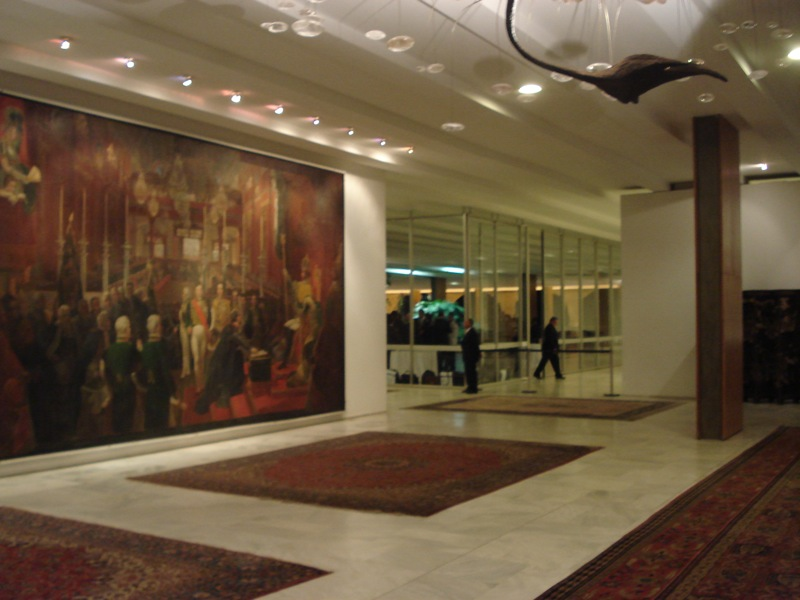
Зал Dom Pedro I. Велика картина на стіні зображує церемонію коронації імператора Педро I у 1822 році.
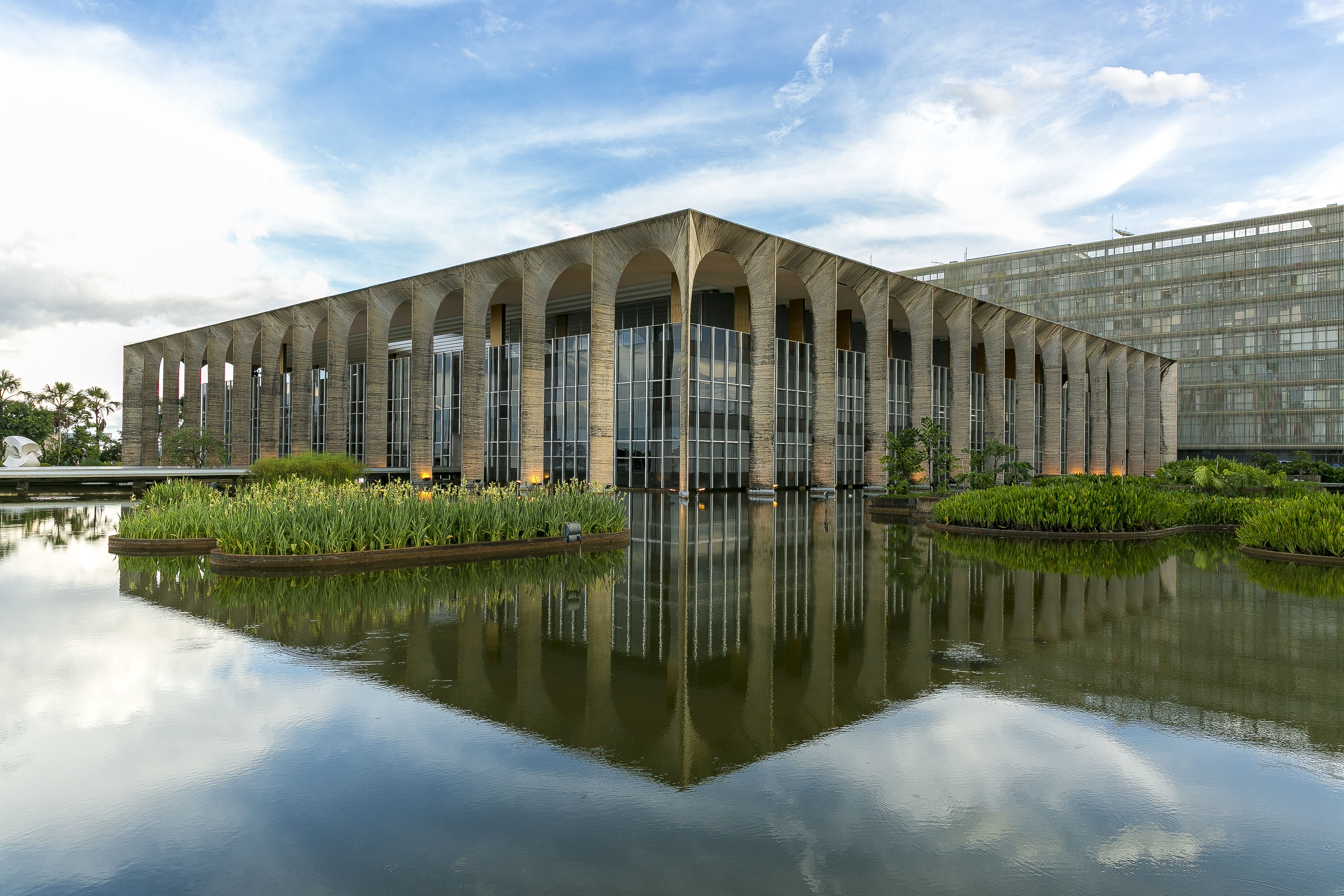
Відображаючий басейн